# Kö
Kö (av latin cauda svans, stjärt) är personers uppställning på led bakom varandra för att utanför en teaters biljettlucka, en vallokal, platsen för en offentlig förevisning och så vidare avvakta sin tur att få framträda. Man bildar kö för att förebygga trängsel och ordningar samt låta rättvisan råda utan hänsyn till personen.
Första gången ordnad kö förekom i Sverige torde ha varit vid förevisningen av Karl XIV Johans lik i april 1844.
Inom krigsväsendet är kö den sista avdelningen i en kolonn eller sista roten av en i flankställning ordnad trupp.